# Blue & Lonesome
Blue & Lonesome je studiové album anglické rockové skupiny The Rolling Stones. Vydáno bylo 2. prosince roku 2016 společností Polydor Records. Jde o první studiové album kapely po více než jedenácti letech: předchozí deska A Bigger Bang vyšla v září 2005. Album obsahuje celkem dvanáct coververzí bluesových písní z padesátých a šedesátých let. Kromě členů kapely se na albu podílel například kytarista Eric Clapton.

## Seznam skladeb
1. „Just Your Fool“ (Little Walter)
2. „Commit a Crime“ (Chester Burnett)
3. „Blue and Lonesome“ (Little Walter)
4. „All of Your Love“ (Samuel Maghett)
5. „I Gotta Go“ (Little Walter)
6. „Everybody Knows About My Good Thing“ (Miles Grayson, Lermon Horton)
7. „Ride ‘Em On Down“ (Eddie Taylor)
8. „Hate to See You Go“ (Little Walter)
9. „Hoo Doo Blues“ (Otis Hicks, Jerry West)
10. „Little Rain“ (Ewart Abner, Jimmy Reed)
11. „Just Like I Treat You“ (Willie Dixon)
12. „I Can't Quit You Baby“ (Willie Dixon)

## Obsazení
The Rolling Stones
- Mick Jagger – zpěv, harmonika
- Keith Richards – kytara
- Ron Wood – kytara
- Charlie Watts – bicí

Ostatní hudebníci
- Eric Clapton – kytara
- Darryl Jones – baskytara
- Matt Clifford – klávesy
- Chuck Leavell – klávesy
- Jim Keltner – perkuse